# Czar, Alberta
Czar, selo u kanadskoj pokrajini Alberta, nalazi se u prerijskom krajoliku, oko 70 kilometara (43 milje) zapadno od granice provincije Saskatchewan. 
Selo je 2006. imalo 175 stanovnika u 88 domaćinstava. U okolnom području nalaze se rančevi, pa se godišnje svako ljeto održava Czarski rodeo koji privlači brojne posjetitelje.
U blizini sela je i Shorncliffe Lake Park.